# Werner Walsch
Werner Walsch (* 15. Februar 1930 in Freiheit, Tschechoslowakei; † 13. Januar 2011 in Halle (Saale)) war ein deutscher Mathematikdidaktiker und Professor an der Martin-Luther-Universität Halle-Wittenberg.

## Leben
Walsch studierte ab 1948 Mathematik und Physik für das Höhere Lehramt an der Universität Berlin mit dem Staatsexamen 1952. Danach war er an der Pädagogischen Fakultät der Humboldt-Universität, an der er 1956 bei Lilly Görke promoviert wurde (Über den Funktionsbegriff und seine unterrichtliche Behandlung). Ab 1956 war er Assistent am Pädagogischen Institut in Halle und lehrte dort ab 1958 Mathematikdidaktik, ab 1967 als Dozent. 1966 habilitierte er sich in Halle (Methodische Probleme bei der Einführung der Schüler in das Beweisen mathematischer Aussagen) und wurde dort 1970 Professor für Mathematikdidaktik.
Er war einer der führenden Mathematikdidaktiker in der DDR und befasste sich besonders mit sprachlich-logischer Schulung im Mathematikunterricht, Einsatz von Taschenrechnern und Computern im Unterricht sowie Problemlösen.
Von 1962 bis zur Wende 1990 war er Mitglied des Wissenschaftlichen Rates für Mathematik-Methodik in der DDR und von 1986 bis 1990 Mitglied des Vorstandes der Mathematischen Gesellschaft der DDR. 1989 bis 1995 war er im Beirat des Zentralblatts für Didaktik der Mathematik. 2010 wurde er Ehrenmitglied der Gesellschaft für Didaktik der Mathematik.

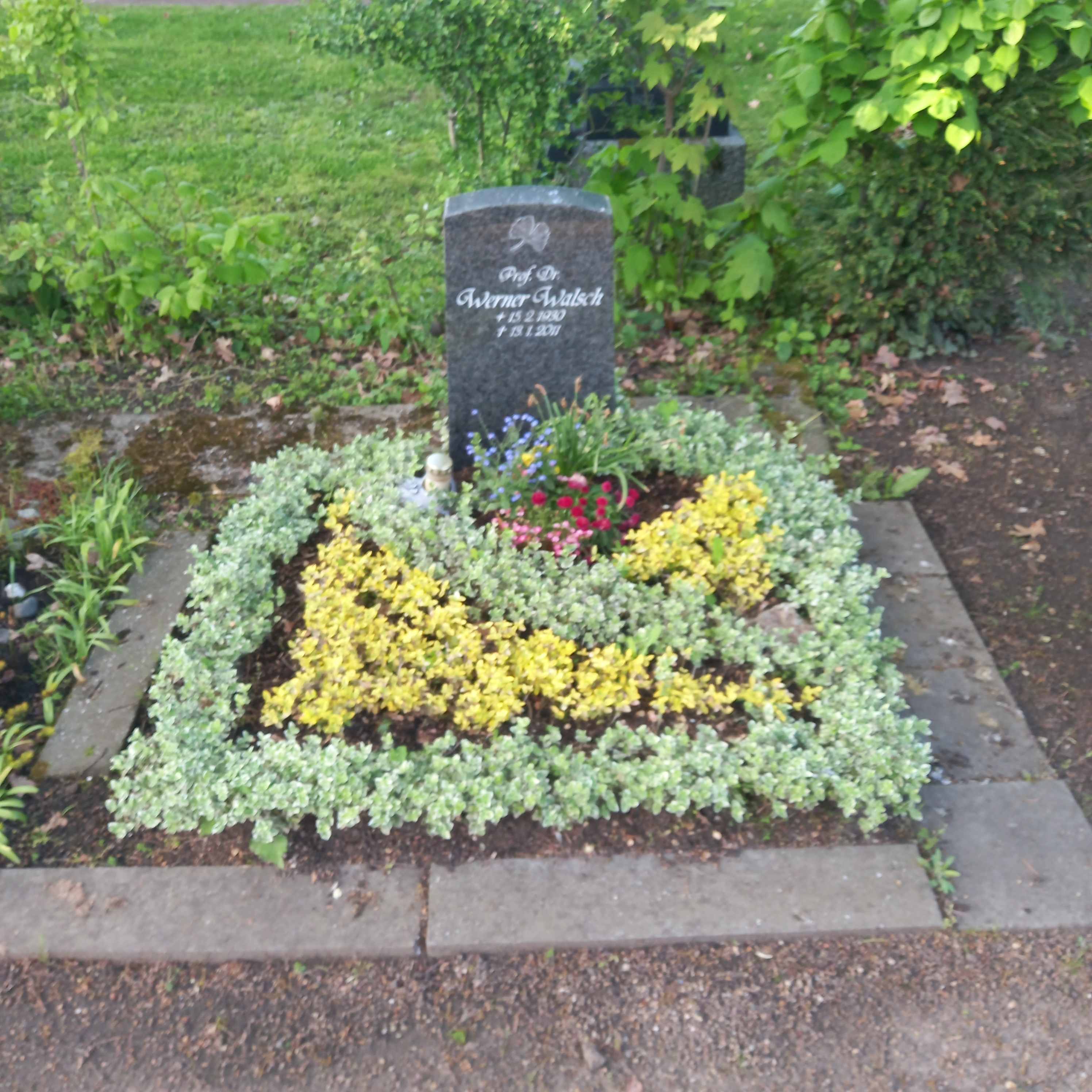
Das Grab von Werner Walsch auf dem Südfriedhof (Halle)

## Schriften
- mit Hans Bock: Über das Erkennen logisch äquivalenter Ausdrucksweisen durch Schüler im Mathematikunterricht, Halle 1966
- Methodik Mathematik, Berlin 1972
- Zum Beweisen im Mathematikunterricht, Berlin 1972
- als Herausgeber: Taschenrechner in der Schule, Halle 1984

Mit Hans Bock gab er 1992 bis 1996 die Schulbuchreihe Mathematik – entdecken, verstehen, anwenden im Münchner Oldenbourg Verlag heraus.